# Универзитет у Мелбурну
Универзитет у Мелбурну (енгл. The University of Melbourne), основан 1853. године, је универзитет у Аустралији.